# Торики
То́рики (фин. Torikka) — исторический район на юго-западе Санкт-Петербурга к западу от железнодорожной станции Горелово, располагается вдоль Аннинского шоссе.

## История
В начале XVIII века в этом месте находилась деревня Константиновка. Она возникла на месте хуторов, которые в XVII веке были заселены финнами по указу шведов.
На карте Санкт-Петербургской губернии 1792 года А. М. Вильбрехта она упоминается как деревня Торица.
В конце XVIII века в Ториках размещалось учебное артиллерийское поле и стрельбище. Здесь занимались войска из Красносельских лагерей.
На «Топографической карте окрестностей Санкт-Петербурга» Военно-топографического депо Главного штаба 1817 года обозначена деревня Торики из пяти дворов.
Деревня Торики из девяти дворов упоминается и на «Топографической карте окрестностей Санкт-Петербурга» Ф. Ф. Шуберта 1831 года.

ТОРИКИ — деревня принадлежит Государю Великому Князю Константину Николаевичу, число жителей по ревизии: 35 м. п., 17 ж. п.. (1838 год)

ТОРИКИ — деревня Красносельской Удельной конторы Шунгоровского приказа, по просёлочной дороге, число дворов — 8, число душ — 34 м. п. (1856 год)

В 1859 году по восточной границе провели железную дорогу на Красное Село.

ТОРИКИ — деревня Павловского городового правления при колодцах, число дворов — 12, число жителей: 38 м. п., 54 ж. п. (1862 год)

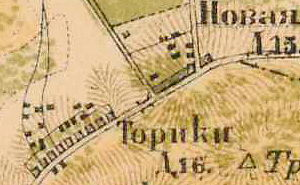
План деревни Торики. 1885 год

В 1885 году, согласно карте окрестностей Петербурга, деревня насчитывала 16 дворов.
В 1900 году в деревне Торики открылась школа. Учителем в ней работала «мадемуазель О. Алениус».
В XIX — начале XX века Торики административно относились к 1-му стану Петергофского уезда Санкт-Петербургской губернии.
По административным данным 1933 года, деревня называлась Торрик и входила в состав Шунгоровского финского национального сельсовета Ленинградского Пригородного района.
В 1933—1937 годах в деревне был построен жилой военный городок.
Указом Президиума Верховного Совета РСФСР от 13 апреля 1973 года Торики вошли в образованный Красносельский район и с тех пор находятся в городской черте Ленинграда (Санкт-Петербурга).
28 сентября 1997 года состоялись выборы и был образован Муниципальный совет муниципального округа № 42, куда вошли: военный городок (ул. Политрука Пасечника) и Торики. Муниципальный округ № 42 в 2008 году был переименован в муниципальный округ Горелово. Округ имеет свой герб, флаг и печатное издание «Газета Горелово».

## Городок на улице Политрука Пасечника
В 1933—1937 годах в деревне Торики был построен жилой военный городок.
В 1935 году в нескольких километрах от железнодорожной станции Горелово началось строительство военного городка и аэродрома.
Военный городок состоял из двух частей:
1. Жилые дома для командного состава и их семей, а также летно-техническая столовая, баня и школа восьмилетка.
2. Штабы, казармы для рядового и сержантского состава, технические, тыловые и вспомогательные сооружения, склады, а также красноармейский клуб, котельная и столовая.

Военный городок авиаторов был построен за рекордно короткий срок руками самих военных строителей, студентов ленинградских ВУЗов и курсантов военных училищ.
После войны городок был отстроен заново.
В 1950 году в городке Горелово была сформирована авиационная дивизия, в состав которой входили 11-й гвардейский, 102-й гвардейский и 258-й авиационный истребительный полки. Первым командиром дивизии стал дважды Герой Советского Союза полковник П. А. Покрышев.
В 1955 году в городок на встречу с воинами приезжал Герой Советского Союза А. П. Маресьев.
В период сокращения вооруженных сил в 1960 году дивизия была расформирована. В городке остался только 11-й гвардейский Выборгский ордена Кутузова III степени истребительный авиационный полк. Директивой Генерального штаба от 16 января 1965 года 11-й гвардейский ИАП также был расформирован.
На территории, где базировался полк, в 1967 году было создано Ленинградское высшее военно-политическое училище противовоздушной обороны, которое готовило офицеров-политработников для службы в войсках ПВО. Первым начальником училища был генерал П. И. Стукалов.
В 1992 году в связи с распадом Советского Союза и изменениями, которые произошли в социально-политической жизни России, Ленинградское высшее военно-политическое училище ПВО им. Ю. В. Андропова было ликвидировано. На его базу передислоцировалось Вильнюсское высшее инженерное училище радиоэлектроники ПВО, которое было переименовано в Санкт-Петербургское высшее училище радиоэлектроники ПВО с пятигодичным сроком обучения. С очередной реорганизацией военно-учебных заведений с 1999 года училище переименовано в филиал Военного университета ПВО.
На территории городка находится 419-й авиационно-ремонтный завод, основанный в 1942 году. Завод длительное время ремонтировал самолеты-истребители для войск ПВО, в частности МИГ-19. С 1977 года завод переведён на ремонт вертолетов для ВВС России Ми-24, Ми-8 и других модификаций.
На территории городка дислоцируются воинские части тылового обеспечения Ленинградского объединения ВВС и ПВО. В результате очередного сокращения Вооруженных Сил России с 1998 года прекращено обслуживание военного аэродрома Горелово. Собственно, он прекратил свое существование.
В 1973 году вследствие образования нового административного района в городе Ленинграде — Красносельского, городок из Ломоносовского района Ленинградской области был передан Ленинграду.
По многочисленным просьбам и ходатайствам ветеранов войны и труда, жителей городка постановлением Ленгорисполкома № 435 от 17 июня 1982 года городку было присвоено наименование — улица Политрука Пасечника.
В настоящее время улица Политрука Пасечника Санкт-Петербурга представляет собой микрорайон, который входит в МО «Горелово» наряду с собственно Ториками, Горелово и Старо-Паново. В микрорайоне проживают 2400 человек. В инфраструктуру микрорайона входят: 16 жилых домов, 2 общежития, средняя школа, 2 магазина, 2 кафе, 2 поликлиники (взрослая и детская), парикмахерская, почта, котельная.
Большинство работоспособных жителей микрорайона работает в Военном институте ПВО и АРЗ № 419.

## Современность

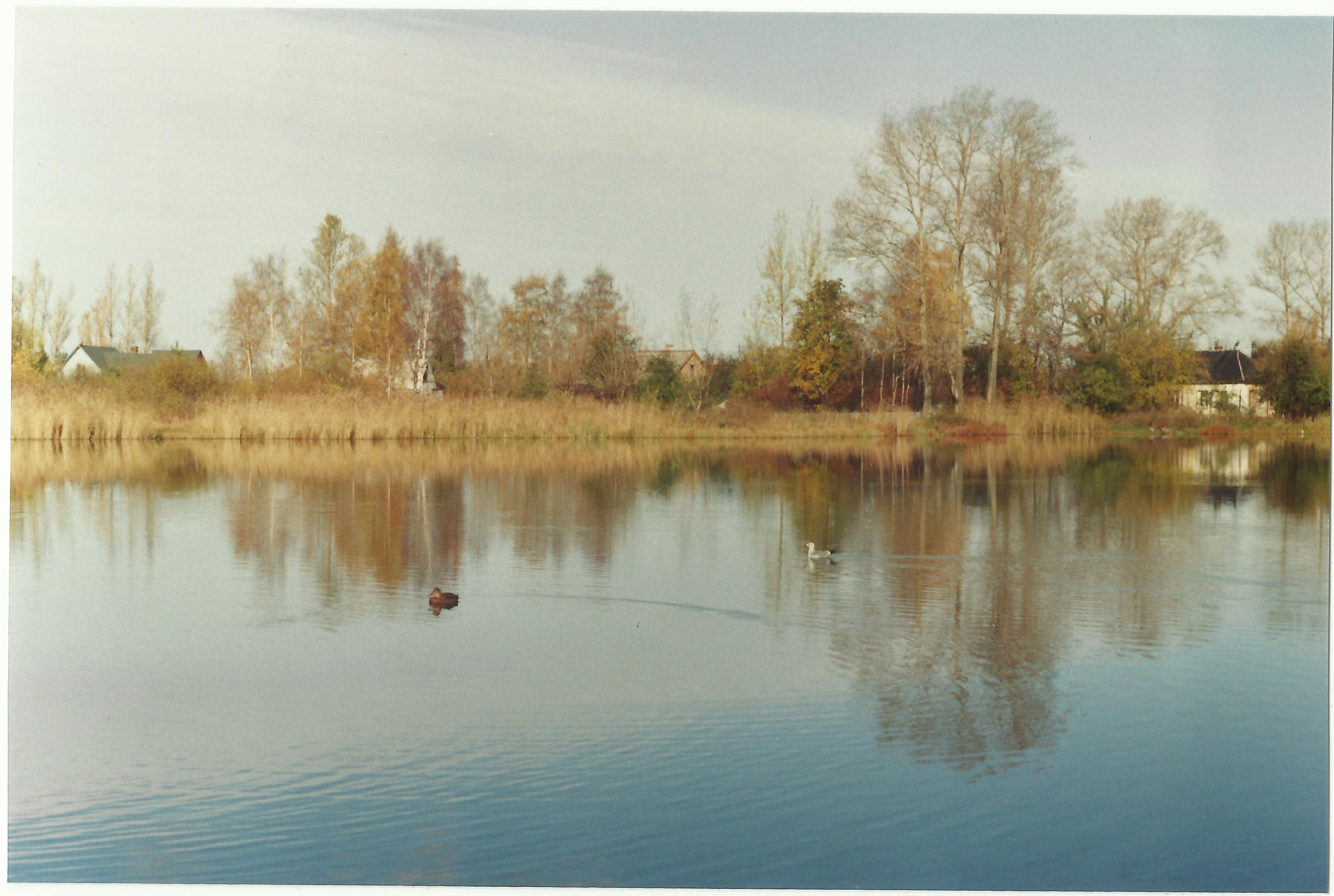
Гореловcкое озеро в Ториках

В настоящее время Торики находятся на территории Красносельского района Санкт-Петербурга. Являются частью муниципального образования Горелово.
Торики расположены между Красносельским (с запада) и Таллинским (с востока) шоссе. С востока также примыкают к соседнему поселению — Горелово. С севера ограничиваются Волхонским шоссе и КАД Санкт-Петербурга, с юга — муниципальным образованием «город Красное Село».
В Ториках до 2011 года находилось Военное училище радиоэлектроники ПВО.